# Adam Aznou
Adam Aznou Ben Cheikh (Barcellona, 2 giugno 2006) è un calciatore marocchino con cittadinanza spagnola, difensore dell'Everton e della nazionale marocchina.

## Carriera

### Club
Aznou ha iniziato a giocare a calcio nelle giovanili del Damm per poi passare al Barcellona nel 2019. Tre anni più tardi si è trasferito al Bayern Monaco ed il 28 marzo 2024 ha debuttato con la seconda squadra nell'incontro di Regionalliga vinto 2-0 contro lo Schweinfurt 05.
Nel gennaio del 2024 ha ricevuto la prima convocazione con la prima squadra per un incontro di Bundesliga contro l'Augusta, dove però non è sceso in campo. Il 15 maggio seguente ha firmato il suo primo contratto professionistico. Il 3 novembre seguente esordisce in prima squadra nel successo per 3-0 contro l'Union Berlino.
Il 3 febbraio 2025 passa in prestito al Real Valladolid.
Il 29 luglio 2025 viene ceduto a titolo definitivo all'Everton per 9 milioni di euro firmando un contratto valido fino al 2029.

### Nazionale
Ha giocato con le nazionali giovanili spagnole Under-16 ed Under-17 prima di optare per la nazionalità marocchina. Ha inoltre giocato con le nazionali giovanili marocchine Under-15, Under-17 ed Under-23.
Ha debuttato con la nazionale maggiore marocchina il 9 settembre 2024 nell'incontro di qualificazione per la Coppa d'Africa 2025 contro il Lesotho.

## Statistiche

### Presenze e reti nei club
Statistiche aggiornate al 9 settembre 2024.
| Stagione                | Squadra                 | Campionato              | Campionato | Campionato | Coppe nazionali | Coppe nazionali | Coppe nazionali | Coppe continentali | Coppe continentali | Coppe continentali | Altre coppe | Altre coppe | Altre coppe | Totale | Totale | Totale |
| Stagione                | Squadra                 | Comp                    | Pres       | Reti       | Comp            | Pres            | Reti            | Comp               | Pres               | Reti               | Comp        | Pres        | Reti        | Pres   | Reti   |        |
| ----------------------- | ----------------------- | ----------------------- | ---------- | ---------- | --------------- | --------------- | --------------- | ------------------ | ------------------ | ------------------ | ----------- | ----------- | ----------- | ------ | ------ | ------ |
| 2023-2024               | Bayern Monaco II        | RL                      | 11         | 0          | -               | -               | -               | -                  | -                  | -                  | -           | -           | -           | 11     | 0      |        |
| 2024-2025               | Bayern Monaco II        | RL                      | 7          | 0          | -               | -               | -               | -                  | -                  | -                  | -           | -           | -           | 7      | 0      |        |
| Totale Bayern Monaco II | Totale Bayern Monaco II | Totale Bayern Monaco II | 18         | 0          |                 | -               | -               |                    | -                  | -                  |             | -           | -           | 18     | 0      |        |
| 2024-2025               | Bayern Monaco           | BL                      | 2          | 0          | CG              | 0               | 0               | UCL                | 1                  | 0                  | Cmc         | 1           | 0           | 4      | 0      |        |
| gen.-giu. 2025          | Real Valladolid         | PD                      | 13         | 0          | CR              | 0               | 0               | -                  | -                  | -                  | -           | -           | -           | 13     | 0      |        |
| 2025-2026               | Everton                 | PL                      | 0          | 0          | FACup+CdL       | 0+0             | 0+0             | -                  | -                  | -                  | -           | -           | -           | 0      | 0      |        |
| Totale carriera         | Totale carriera         | Totale carriera         | 33         | 0          |                 | 0               | 0               |                    | 1                  | 0                  |             | 1           | 0           | 35     | 0      |        |

### Cronologia presenze e reti in nazionale
| Cronologia completa delle presenze e delle reti in nazionale ― Marocco | Cronologia completa delle presenze e delle reti in nazionale ― Marocco | Cronologia completa delle presenze e delle reti in nazionale ― Marocco | Cronologia completa delle presenze e delle reti in nazionale ― Marocco | Cronologia completa delle presenze e delle reti in nazionale ― Marocco | Cronologia completa delle presenze e delle reti in nazionale ― Marocco | Cronologia completa delle presenze e delle reti in nazionale ― Marocco | Cronologia completa delle presenze e delle reti in nazionale ― Marocco |
| Data                                                                   | Città                                                                  | In casa                                                                | Risultato                                                              | Ospiti                                                                 | Competizione                                                           | Reti                                                                   | Note                                                                   |
| ---------------------------------------------------------------------- | ---------------------------------------------------------------------- | ---------------------------------------------------------------------- | ---------------------------------------------------------------------- | ---------------------------------------------------------------------- | ---------------------------------------------------------------------- | ---------------------------------------------------------------------- | ---------------------------------------------------------------------- |
| 9-9-2024                                                               | Agadir                                                                 | Lesotho                                                                | 0 – 1                                                                  | Marocco                                                                | Qual. Coppa d'Africa 2025                                              | -                                                                      |                                                                        |
| 15-11-2024                                                             | Franceville                                                            | Gabon                                                                  | 1 – 5                                                                  | Marocco                                                                | Qual. Coppa d'Africa 2025                                              | -                                                                      | 87’                                                                    |
| 19-11-2024                                                             | Oujda                                                                  | Marocco                                                                | 7 – 0                                                                  | Lesotho                                                                | Qual. Coppa d'Africa 2025                                              | -                                                                      | 76’                                                                    |
| Totale                                                                 |                                                                        | Presenze                                                               | 3                                                                      |                                                                        | Reti                                                                   | 0                                                                      |                                                                        |

| Cronologia completa delle presenze e delle reti in nazionale ― Marocco under 23 | Cronologia completa delle presenze e delle reti in nazionale ― Marocco under 23 | Cronologia completa delle presenze e delle reti in nazionale ― Marocco under 23 | Cronologia completa delle presenze e delle reti in nazionale ― Marocco under 23 | Cronologia completa delle presenze e delle reti in nazionale ― Marocco under 23 | Cronologia completa delle presenze e delle reti in nazionale ― Marocco under 23 | Cronologia completa delle presenze e delle reti in nazionale ― Marocco under 23 | Cronologia completa delle presenze e delle reti in nazionale ― Marocco under 23 |
| Data                                                                            | Città                                                                           | In casa                                                                         | Risultato                                                                       | Ospiti                                                                          | Competizione                                                                    | Reti                                                                            | Note                                                                            |
| ------------------------------------------------------------------------------- | ------------------------------------------------------------------------------- | ------------------------------------------------------------------------------- | ------------------------------------------------------------------------------- | ------------------------------------------------------------------------------- | ------------------------------------------------------------------------------- | ------------------------------------------------------------------------------- | ------------------------------------------------------------------------------- |
| 26-3-2024                                                                       | Antalya                                                                         | Galles under 23                                                                 | 0 – 2                                                                           | Marocco under 23                                                                | Amichevole                                                                      | -                                                                               | 69’                                                                             |
| Totale                                                                          |                                                                                 | Presenze                                                                        | 1                                                                               |                                                                                 | Reti                                                                            | 0                                                                               |                                                                                 |